# Граф Хартфорд
Граф Хартфорд (англ. Earl of Hertford) — дворянский титул, несколько раз создававшийся в системе пэрства Англии и один раз — в системе пэрства Великобритании. В настоящее время является одним из младших титулов в титулатуре маркизов Хартфорд.

## История
Первое создание титула относится ко второй половине 1130-х годов, когда король Стефан Блуасский, которому во время были необходимы сторонники против претендовавшей на английский престол императрицы Матильды. В этот период им было создано несколько графских титулов, в том числе и титул графа Хартфорда. 
Первым носителем титула был Гилберт де Клер, которого король Стефан сделал графом в первые годы своего правления (около 1138 года). 
В ноябре 1217 года Гилберт де Клер, 4-й граф Хартфорд после смерти своей тёти Изабеллы Глостерской получил ещё и титул графа Глостера. В руках его наследников оказалась одно из самых крупных земельных владений в Англии и Уэльса. Благодаря удачным бракам, наследственным владениям и королевской благосклонности, Клеры в XIII веке занимали лидирующее положение среди английского дворянства. Гилберт Рыжий де Клер, 6-й граф Хартфорд и 7-й граф Глостер ещё и породнился с королевской семьёй: первым браком он был женат на Алисе де Лузиньян, племяннице короля Генриха III, с которой развёлся в 1285 году. В 1290 году он женился на Джоанне Акрской, дочери короля Эдуарда I. По условиям брачного контракта Гилберт и Джоанна управляли владениями Клеров совместно до самой смерти. Когда Гилберт умер в 1295 году, его наследнику Гилберту де Клеру было всего 4 года, а его мать до своей смерти в 1307 году продолжала носить титулы графини Хартфорд и Глостер. В 1297 году она вышла замуж за Ральфа де Монтермара, который при жизни Джоанны вызывался в парламент как граф Херефорд и Глостер. Только после смерти матери в 1308 году Гилберт де Клер получил вызов в парламент как граф Херефорд и Глостер, хотя ему было всего 16 лет. 24 июня 1314 года он погиб в битве при Бэннокбёрне, не оставив наследников мужского пола. После этого титулы графа Хартфорда и Глостера угасли, а его огромные владения в 1317 году были разделены между тремя сёстрами.
Следующее создание титула графа Хартфорда относится к 1537 году, когда король Генрих VIII присвоил его Эдуарду Сеймуру, брату своей третьей жены Джейн Сеймур. После смерти короля тот стал лордом-протектором при племяннике Эдуарде VI и присвоил себе титул герцога Сеймура. В 1552 году Эдуард Сеймур был казнён, а его титулы конфискованы. Но 13 января 1559 года титул графа Хартфорда был воссоздан для его сына, Эдуарда Сеймура. Внук и наследник 1-го графа, Уильям Сеймур, 2-й граф Хартфорд, в 1641 году получил титул маркиза Хартфорда, а в 1660 году для него был восстановлен титул герцога Сомерсета. В 1475 году после смерти бездетного Джона Сеймура, 4-го герцога Сомерсета, 3-го маркиза Хартфорда и 4-го графа Хартфорда титул маркиза Хартфорда угас, но титулы графа Хартфорда и герцога Сомерсета унаследовал Фрэнсис Сеймур, 3-й барон Сеймур из Троубриджа, внук младшего брата 2-го графа Хартфорда. Его брат Чарльз Сеймур, 6-й герцог Сомерсет (ум. 1748), по прозвищу «Гордый герцог», конюший королевы Анны, был активным сторонник установления на престоле Великобритании Ганноверской династии. Благодаря браку он унаследовал обширные владения дома Перси. Его сын Элджернон Сеймур, 7-й герцог Сомерсет и 7-й граф Хартфорд, ещё при жизни отца после смерти матери в 1722 году был вызван в палату лордов с титулом барона Перси, поскольку бытовало ошибочное мнение, что его мать была наследницей этого древнего баронского титула. Поскольку единственный сын Элждернона Джордж Сеймур, виконт Бошан, умер раньше отца, не оставив наследников, стало ясно, что его титулы угаснут. Из-за этого в 1749 году ему было присвоено 2 пары титулов — графа Нортумбреленда и барона Уорквота, а также графа Эгремонта и барона Кокермута — с оговоркой, что они должны быть унаследованы разными ветвями семьи (мужьями дочери и племянницы). Элждернон умер 7 февраля 1750 году, после чего графа Хартфорда угасл, а титул герцога Сомерсета перешёл к представителю боковой ветви рода.
3 августа 1750 года титул графа Хартфорда вместе с титулом виконта Бошана был воссоздан в пэрстве Великобритании для дальнего родственника Элджернона Сеймура — Френсиса Сеймура-Конвея, 2-го барона Конвея, потомка Эдуарда Сеймура, 1-го герцога Сомерсета. 3 июля 1793 года он также получил титулы маркиза Хартфорда и графа Ярмута. С этого времени титул графа Хартфорда вошёл в состав титулатуры маркизов Хартфорд. В настоящее время его носит Генри Сеймур, 9-й маркиз и граф Хартфорд. Титул «граф Ярмут» используется первым наследником в качестве титула учтивости.

## Графы Хартфорд
Графы Хартфорд (креация 1138 года)
- около 1138 — 1153: Гилберт де Клер (умер в 1153), феодальный барон де Клер и де Торнбридж с 1136 года, 1-й граф Хартфорд примерно с 1138 года[1].
- 1153—1173: Роджер де Клер (умер в 1173), 2-й граф Хартфорд и феодальный барон де Клер и де Торнбридж с 1153 года, брат предыдущего[2].
- 1173—1217: Ричард де Клер (умер в 1217), 3-й граф Хартфорд и феодальный барон де Клер и де Торнбридж с 1173 года, сын предыдущего[1].
- 1217—1230: Гилберт де Клер (около 1180 — 25 октября 1230), 4-й граф Хартфорд и феодальный барон де Клер и де Торнбридж с 1217 года, 5-й граф Глостер с 1217 года, сын предыдущего[3][4].
- 1230—1262: Ричард де Клер (4 августа 1222 — 15 июля 1262), 5-й граф Хартфорд, 6-й граф Глостер и феодальный барон де Клер и де Торнбридж с 1230 года, сын предыдущего[4][5].
- 1262—1295: Гилберт Рыжий де Клер (2 сентября 1243 — 7 декабря 1295), 6-й граф Хартфорд, 7-й граф Глостер и феодальный барон де Клер и де Торнбридж с 1262 года, сын предыдущего[4][6].
- 1290—1307: Джоанна Акрская (1272 — 1307), английская принцесса, графиня Хартфорд и Глостер, дочь короля Эдуарда I, жена предыдущего[7].
  - 1297—1307: Ральф де Монтермар (умер в декабре 1339), граф Хартфорд и Глостер (по праву жены) в 297—1307 годах, граф Атолл в 1305—1307 годах, 1-й барон Монтермар с 1309 года, 2-й муж Джоанны Аккрской[8].
- 1308—1314: Гилберт де Клер (10 мая 1291 — 24 июня 1314), 7-й граф Хартфорд, 8-й граф Глостер и феодальный барон де Клер и де Торнбридж с 1308 года, сын предыдущего[9].

Графы Хартфорд (креация 1537 года, пэрство Англии)
- 1537—1552: Эдуард Сеймур (около 1500 — 22 января 1552), виконт Бошан с 1536 года, граф Хартфорд с 1537 года, 1-й герцог Сомерсет и 1-й барон Сомерсет с 1547 года, лорд-протектор Англии в 1547—1549 года. В 1552 году казнён, все титулы конфискованы[12].

Графы Хартфорд (креация 1559 года, пэрство Англии)
- 1559—1621: Эдуард Сеймур (22 мая 1539 — 6 апреля 1621), граф Хартфорд (титул учтивости) в 1547—1552 годах, 1-й граф Хартфорд и 1-й барон Бошан с 1559 года, сын предыдущего[13].
- 1621—1651: Уильям Сеймур (1 сентября 1587 — 24 октября 1660), член парламента от Мальборо в 1620—1621 годах, 2-й граф Хартфорд и 2-й барон Бошан с 1621 года, 1-й маркиз Хартфорд с 1641 года, 2-й герцог Сомерсет и 2-й барон Сомерсет с 1660 года, внук предыдущего, сын Эдуарда Сеймура, виконта Бошана[14].
- 1651—1671: Уильям Сеймур (умер 12 декабря 1671), 3-й герцог Сомерсет, 2-й маркиз Хартфорд, 3-й граф Хартфорд, 3-й барон Бошан и 3-й барон Сомерсет с 1651 года, внук предыдущего, сын Генри Сеймура, лорда Бошана[англ.][15].
- 1671—1675: Джон Сеймур (после 1626 — 29 апреля 1675), член парламента от Мальборо в 1661—1671 годах, 4-й герцог Сомерсет, 3-й маркиз Хартфорд, 4-й граф Хартфорд, 4-й барон Бошан и 4-й барон Сомерсет с 1671 года, дядя предыдущего[16][17].
- 1675—1678: Фрэнсис Сеймур (17 января 1658 — 20 апреля 1678), 3-й барон Сеймур из Троубриджа с 1665 года, 5-й герцог Сомерсет, 5-й граф Хартфорд, 5-й барон Бошан и 5-й барон Сомерсет с 1675 года, внук младшего брата Уильяма Сеймура, 2-го герцога Сомерсета[18].
- 1678—1748: Чарльз Сеймур (13 августа 1662 — 2 декабря 1748), 6-й герцог Сомерсет, 6-й граф Хартфорд, 6-й барон Бошан, 6-й барон Сомерсет и 4-й барон Сеймур из Троубриджа с 1678 года, брат предыдущего[10][19].
  - Чарльз Сеймур (22 марта 1683 — 26 августа 1684), граф Хартфорд[10].
- 1748—1750: Элджернон Сеймур (11 ноября 1684 — 7 февраля 1750), член парламента от Мальборо в 1705—1708 годах, член парламента от Нортумберленда в 1708—1722 годах, 1-й барон Перси с 1722 года, 7-й герцог Сомерсет, 7-й граф Хартфорд, 7-й барон Бошан, 7-й барон Сомерсет и 5-й барон Сеймур из Троубриджа с 1748 года, 1-й граф Нортумберленд, 1-й граф Эгремонт, 1-й барон Уоркворт и 1-й барон Кокермут с 1749 года, брат предыдущего[10][20].

Графы Хартфорд (креация 1750 года, пэрство Великобритании)
- 1750—1794: Френсис Сеймур-Конвей (5 июля 1718 — 14 июня 1794), 2-й барон Конвей из Рэгли и 2-й барон Конвей и Киллултах с 1732 года, 1-й граф Хартфорд и 1-й виконт Бошан с 1750 года, 1-й маркиз Хартфорд и 1-й граф Ярмут с 1793 года, потомок Эдуарда Сеймура, 1-го герцога Сомерсета[11][21].
- 1794—1822: Френсис Ингрэм-Сеймур-Конвей (1743—1822), член парламента от Лостуитиэля в 1766—1768 годах, член парламента от Орфорда в 1768—1794 годах, 2-й маркиз и граф Хартфорд, 2-й граф Ярмут, 2-й виконт Бошан, 3-й барон Конвей из Рэгли и 3-й барон Конвей и Киллултах с 1794 года, сын предыдущего[22][23].
- 1822—1842: Френсис Сеймур-Конвей (11 марта 1777 — 1 марта 1842), член парламента от Орфорда в 1797—1802 годах, член парламента от Лисберна в 1802—1812 годах, член парламента от графства Антрим в 1812—1818 годах, член парламента от Камелфорда в 1820—1822 годах, 3-й маркиз и граф Хартфорд, 3-й граф Ярмут, 3-й виконт Бошан, 4-й барон Конвей из Рэгли и 4-й барон Конвей и Киллултах с 1822 года, сын предыдущего[22][24].
- 1842—1870: Ричард Сеймур-Конвей (22 февраля 1800 — 25 августа 1870), член парламента от графства Антрим в 1822—1826 годах, 4-й маркиз и граф Хартфорд, 4-й граф Ярмут, 4-й виконт Бошан, 5-й барон Конвей из Рэгли и 5-й барон Конвей и Киллултах с 1842 года, сын предыдущего[25][26].
- 1870—1884: Френсис Джордж Хью Сеймур (11 февраля 1812 — 25 января 1884), 5-й маркиз и граф Хартфорд, 5-й граф Ярмут, 5-й виконт Бошан, 6-й барон Конвей из Рэгли и 6-й барон Конвей и Киллултах с 1870 года, троюродный брат предыдущего[27].
- 1884—1912: Хью де Грей Сеймур (22 октября 1843 — 23 марта 1912), 6-й маркиз и граф Хартфорд, 6-й граф Ярмут, 6-й виконт Бошан, 7-й барон Конвей из Рэгли и 7-й барон Конвей и Киллултах с 1884 года, сын предыдущего[28].
- 1912—1940: Джордж Френсис Александр Сеймур (20 октября 1871 — 16 февраля 1940), 7-й маркиз и граф Хартфорд, 7-й граф Ярмут, 7-й виконт Бошан, 8-й барон Конвей из Рэгли и 8-й барон Конвей и Киллултах с 1912 года, сын предыдущего[29].
- 1940—1997: Хью Эдвард Конвей Сеймур[англ.] (29 марта 1930 — 2 декабря 1997), 8-й маркиз и граф Хартфорд, 8-й граф Ярмут, 8-й виконт Бошан, 9-й барон Конвей из Рэгли и 9-й барон Конвей и Киллултах с 1940 года, племянник предыдущего[30].
- 1997—н. в.: Генри Джоселин Сеймур[англ.] (родился 6 июля 1958), 9-й маркиз и граф Хартфорд, 9-й граф Ярмут, 9-й виконт Бошан, 10-й барон Конвей из Рэгли и 10-й барон Конвей и Киллултах с 1997 года, сын предыдущего[31].
  - Наследник: Уильям Фрэнсис Сеймур (родился 2 ноября 1993), граф Ярмут, старший сын предыдущего[32].